# 焦礼
焦 礼（しょう れい、1382年5月5日 - 1463年1月14日）は、明代の軍人。字は尚節。モンゴルの出身。

## 生涯
把思台と伯特氏のあいだの子として生まれた。把思台は洪武年間に明に帰順し、通州衛指揮僉事となった。把思台の死後はその子の焦勝が嗣ぎ、その後を焦義栄が嗣いだが、子がなく、焦勝の弟の焦謙が嗣ぎ、功績を重ねて都指揮同知に進んだ。焦謙の死後、子の焦管失奴が幼かったため、焦謙の弟の焦礼が指揮僉事の職を嗣ぎ、遼東の守備にあたった。
宣徳初年、焦礼は焦管失奴に嗣職を返すべきところ、宣徳帝は焦礼の辺境守備の功労を思って、もとのまま職にとどまるよう命じ、別に焦管失奴を指揮使に任じた。焦礼はほどなく功労により都指揮同知に累進した。1441年（正統6年）11月、都指揮使となった。1443年（正統8年）3月、寧遠を守備した。1445年（正統10年）7月、左軍都督僉事となった。1447年（正統12年）春、総兵の曹義や参将の胡源らとともに東辺を分巡した。ウリヤンハイ三衛が侵入すると、焦礼らはこれを討った。4月、焦礼は都督同知となった。1449年（正統14年）4月、右都督に進んだ。8月、英宗が土木の変でオイラト軍に捕らえられると、焦礼は景泰帝の命により左副総兵となり、寧遠を守った。10月、エセン・ハーンが北京に迫ると、焦礼は軍を率いて北京城に入り、守備した。オイラト軍が撤退すると、焦礼は寧遠に帰った。1453年（景泰4年）11月、北方遊牧民の2000騎あまりが遼東の興水堡を侵犯すると、焦礼はこれを撃退した。左都督に進んだ。
1457年（天順元年）1月、英宗が復辟すると、焦礼は辺境守備に功績があったとして、北京に召し出されて入朝した。2月、東寧伯に封じられ、爵位の世襲を許された。寧遠に帰った。兵部は焦礼が80歳に近かったことから、単独で任にあてるのは不適切だとして、都指揮の鄧鐸を派遣して協同で守備させるよう上奏した。焦礼は鄧鐸に人を欺き侮る傾向があるとして、別の人物と交代させるよう要請した。英宗は鄧鐸に代えて都指揮の張俊を派遣するよう命じた。1463年（天順7年）1月、焦礼は寧遠で死去した。享年は82。東寧侯の位を追贈された。諡は襄毅といった。
孫の焦寿が爵位を嗣いだ。